# (100349) 1995 SM78
(100349) 1995 SM78 es un asteroide perteneciente al cinturón de asteroides, descubierto el 30 de septiembre de 1995 por el equipo del Spacewatch desde el Observatorio Nacional de Kitt Peak, Arizona, Estados Unidos.

## Designación y nombre
Designado provisionalmente como 1995 SM78.

## Características orbitales
1995 SM78 está situado a una distancia media del Sol de 2,231 ua, pudiendo alejarse hasta 2,483 ua y acercarse hasta 1,979 ua. Su excentricidad es 0,112 y la inclinación orbital 6,044 grados. Emplea 1217 días en completar una órbita alrededor del Sol.

## Características físicas
La magnitud absoluta de 1995 SM78 es 16,5.